# Rey Eduardo Recio
Rey Eduardo Recio (* 25. März 1991) ist ein kubanischer Boxer.

## Werdegang
Rey Eduardo Recio aus Havanna begann bereits im Kindesalter mit dem Boxen und zählt inzwischen zu den besten kubanischen Boxern im Nachwuchsbereich. Seit 2006 gehört er der kubanischen Nationalmannschaft der Junioren und seit 2009 der der Senioren an. Trainiert wird er nunmehr von Pedro Roque.
2007 startete er bei der Junioren-Weltmeisterschaft (Cadets) in Baku und gewann dort in der Gewichtsklasse bis 70 kg mit fünf Siegen den Weltmeistertitel. Im Finale bezwang er dabei Roman Tawadse aus Georgien durch Abbruch in der 2. Runde.
Im Jahre 2008 belegte Rey Eduardo Recio bei den kubanischen Meisterschaften der Senioren im Mittelgewicht schon einen hervorragenden 3. Platz. Er schlug dabei u. a. den ehemaligen kubanischen Meister Yudiel Nápoles nach Punkten (25:16), ehe er im Halbfinale gegen Arinoides Despaigne nach Punkten (7:24) verlor. Im gleichen Jahr wurde er bei den 1. World Youth Championships in Guadalajara/Mexiko Titelträger im Mittelgewicht. Hierbei genügten ihm zum Titelgewinn vier Siege. Im Endkampf gewann er gegen den Deutschen Enrico Koelling knapp aber sicher mit 4:2 Treffern nach Punkten. Danach startete er noch bei den Senioren in Havanna bei der sogenannten 4. Olimpiad und siegte dort im Mittelgewicht erneut über Yudiel Nápoles nach Punkten (16:9). Gegen Emilio Correa musste er aber im nächsten Kampf eine Punktniederlage hinnehmen (1:11). Gegen Ende des Jahres startete er für Havanna bei der kubanischen Mannschafts-Meisterschaft. Binnen sieben Tagen musste er dabei fünfmal in den Ringe. Er gewann dabei über Luis Michel, Guantánamo, Yordakis Rabelo, Camagüey und Lesniel Díaz, Pinar del Río und verlor gegen Arisnoide Despaigne, Santiago de Cuba und Maikel Pérez, Villa Clara. In solch schweren Turnieren holen sich die kubanischen Boxer u. a. ihre Härte, die sie dann in den internationalen Meisterschaften so auszeichnet.  
Im Jahre 2009 kam für ihn bei der kubanischen Meisterschaft schon im Achtelfinale das Aus, als er diesmal gegen Yudiel Nápoles nach Punkten (7:12) verlor. Im Verlauf des Jahres, kämpfte er sich aber trotz seines jugendlichen Alters auch bei den Senioren im Mittelgewicht an die Spitze vor. Lediglich Emilio Correa rangiert noch vor ihm. So belegte er beim Strandjata-Turnier in Plowdiw nach einer Punktniederlage gegen Sergei Derewjantschenko aus der Ukraine den 3. Platz, wurde bei den 3. ALBA-Spielen in Santiago de Cuba mit Siegen über Terence Vorrath aus Deutschland, Maikel Pérez und Juan Carlos Rodríguez aus Venezuela Turniersieger und kam beim 39. Giraldo Córdova Cardín Memorial in Sancti Spíritus nach einer Niederlage im Halbfinale gegen Alfonso Blanco aus Venezuela auf den 3. Platz.
Wegen einer Verletzung von Emilio Correa startet er im September 2009 in Mailand auch bei der Weltmeisterschaft der Senioren. Dort kam er zu Punktsiegen über Norbert Harcsa, Ungarn, (15:5) und Artjom Tschebotarjow aus Russland (26:6). Im Achtelfinale unterlag er aber dem Deutschen Konstantin Buga knapp nach Punkten (9:10) und schied damit aus.
Im Frühjahr 2010 schied Rey Eduardo Recio bei Turnieren in Debrecen und Jambol schon jeweils nach der 1. Runde aus und wurde seither nicht mehr für die Nationalmannschaft berücksichtigt.

## Internationale Erfolge
| Jahr | Platz | Wettbewerb                                             | Gewichtsklasse | |
| 2007 | 1.    | Junioren-WM (Cadets) in Baku                           | bis 70 kg KG   | mit Siegen über Sergei Paschka, Belarus, Jasur Kurbanow, Tadschikistan, Michail Paschkow, Russland, Zac Dunn, Australien und Roman Tawadse, Georgien                                    |
| 2008 | 1.    | 1. World Youth Championships in Guadalajara/Mexiko     | Mittel         | mit Punktsieg über Nurdaulet Schirmanow, Kasachstan, Punktsieg über Zac Dunn (19:1), Punktsieg über Dimitri Bivol, Russland (10:2) und Punktsieg über Enrico Kölling, Deutschland (4:2) |
| 2008 | 5.    | 4. Kuban. Olympiade in Havanna                         | Mittel         | mit einem Punktsieg über Yudiel Nápoles, Kuba (16:9) und einer Punktniederlage gegen Emilio Correa, Kuba (1:11)                                                                         |
| 2009 | 3.    | Strandjata-Turnier in Plowdiw                          | Mittel         | mit Punktsieg über Narmandach Schinebajar, Mongolei (14:0) und Punktniederlage gegen Sergei Derewjantschenko, Ukraine (4:7)                                                             |
| 2009 | 1.    | 3. ALBA-Spiele in Santiago de Cuba                     | Mittel         | mit Punktsiege über Terence Vorrath, Deutschland (12:3) und Maikel Pérez, Kuba (12:8) und einem Abbruchsieg in der 3. Runde über Juan Carlos Rodríguez, Venezuela                       |
| 2009 | 3.    | 39. Giraldo Córdova Cardín Memorial in Sancti Spíritus | Mittel         | mit Punktsieg über Juan Carlos Rodríguez und Punktniederlage gegen Alfonso Blanco, Venezuela (2:4)                                                                                      |
| 2009 | 9.    | WM in Mailand                                          | Mittel         | mit Punktsiegen über Norbert Harcsa, Ungarn (15:5) und Artjom Tschebotarjow, Russland (26:6) und einer Punktniederlage im Achtelfinale gegen Konstantin Buga, Deutschland (9:10)        |
| 2010 | 9.    | 54. Bocskai-Memorial in Debrecen                       | Mittel         | nach einer Punktniederlage gegen Victor Cotiujanschi, Moldawien (4:8) |
| 2010 | 5.    | 61. Strandja-Memorial in Jambol                        | Mittel         | nach einer Punktniederlage gegen Abbos Atoyev, Usbekistan (1:3) |

## Kubanische Meisterschaften
| Jahr | Platz | Gewichtsklasse | |
| 2008 | 3.    | Mittel         | mit Punktsiegen über Denis Placencia, Yunior Puentes und Yudiel Nápoles (25:16) und einer Punktniederlage im Halbfinale gegen Arisnoides Despaigne (7:24) |
| 2009 | 9.    | Mittel         | nach einer Punktniederlage im Achtelfinale gegen Yudiel Nápoles (7:12)                                                                                    |
| 2010 | 2.    | Mittel         | nach einer Punktniederlage im Finale gegen Arisnoide Despaigne (4:7)                                                                                      |

## Länderkämpfe
| Jahr | Ort              | Begegnung             | Gewichtsklasse | Ergebnis                                  |
| 2009 | Mailand          | Italien gegen Kuba    | Mittel         | Punktsieg über Luca Podda                 |
| 2009 | Modena           | Italien gegen Kuba    | Mittel         | Punktsieg über Adriano Sperandio          |
| 2009 | Paris            | Frankreich gegen Kuba | Mittel         | Punktniederlage gegen Jaoid Chiguer (4:5) |
| 2009 | La Teste-de-Buch | Frankreich gegen Kuba | Mittel         | Punktsieg über Joan Nilusmas (18:5)       |
| 2009 | Levallois        | Frankreich gegen Kuba | Mittel         | Punktsieg über Mathieu Bauderlique (14:6) |
| 2010 | Havanna          | Kuba gegen Kolumbien  | Mittel         | Punktsieg über Alex Theran (15:5)         |